# Cardium (bateau)
Le Cardium, la coque en latin, est un bateau construit spécifiquement pour l'installation de l'Oosterscheldekering (Barrage de l'Escaut oriental) dans la province de Zélande, dans le cadre du plan Delta.
Son rôle était de déposer un matelas synthétique rempli de sable et de gravier de 36 centimètres d'épaisseur, de 42 mètres de large et de 200 mètres de long, préalablement préparé en usine. Avant d'être mis en place, le matelas était transporté sur un enrouleur fixé au bateau. L'installation s'est faite au fond de l'eau, au rythme de 10 mètres par heure en vue de l'installation des piliers. Un autre matelas a été placé sous la future position des piliers pour éviter l'usure qui pourrait advenir pendant les fermetures du barrage.
Parmi les bateaux construits pour le plan Delta, ce bateau a été le plus cher à construire ; son coût final a dépassé le budget prévisionnel de 80 %.